# سیگ هرزیگ
سیگ هرزیگ (انگلیسی: Sig Herzig؛ ‏ ۲۵ ژوئیهٔ ۱۸۹۷ – ۱۲ مارس ۱۹۸۵) فیلم‌نامه‌نویس و نمایشنامه‌نویس اهل ایالات متحده آمریکا بود.
از فیلم‌هایی که وی در آن‌ها نقش داشته‌است، می‌توان به گوندولای برادوی، سانی و جاسوس محبوب من اشاره نمود.